# Quérigut
Quérigut település Franciaországban, Ariège megyében. Lakosainak száma 137 fő (2022. január 1.). Quérigut Carcanières, Le Pla, Le Puch, Escouloubre és Puyvalador községekkel határos.

## Népesség
A település népességének változása:
| Lakosok száma | 234  | 153  | 142  | 136  | 141  | 138  | 133  | 136  | 138  | 137  |
|               | 1968 | 1982 | 1990 | 2006 | 2013 | 2015 | 2017 | 2019 | 2020 | 2022 |